# Melanalopha dascia
Melanalopha dascia är en fjärilsart som beskrevs av Bradley 1962. Melanalopha dascia ingår i släktet Melanalopha och familjen vecklare. Inga underarter finns listade i Catalogue of Life.